# Marzena Okońska

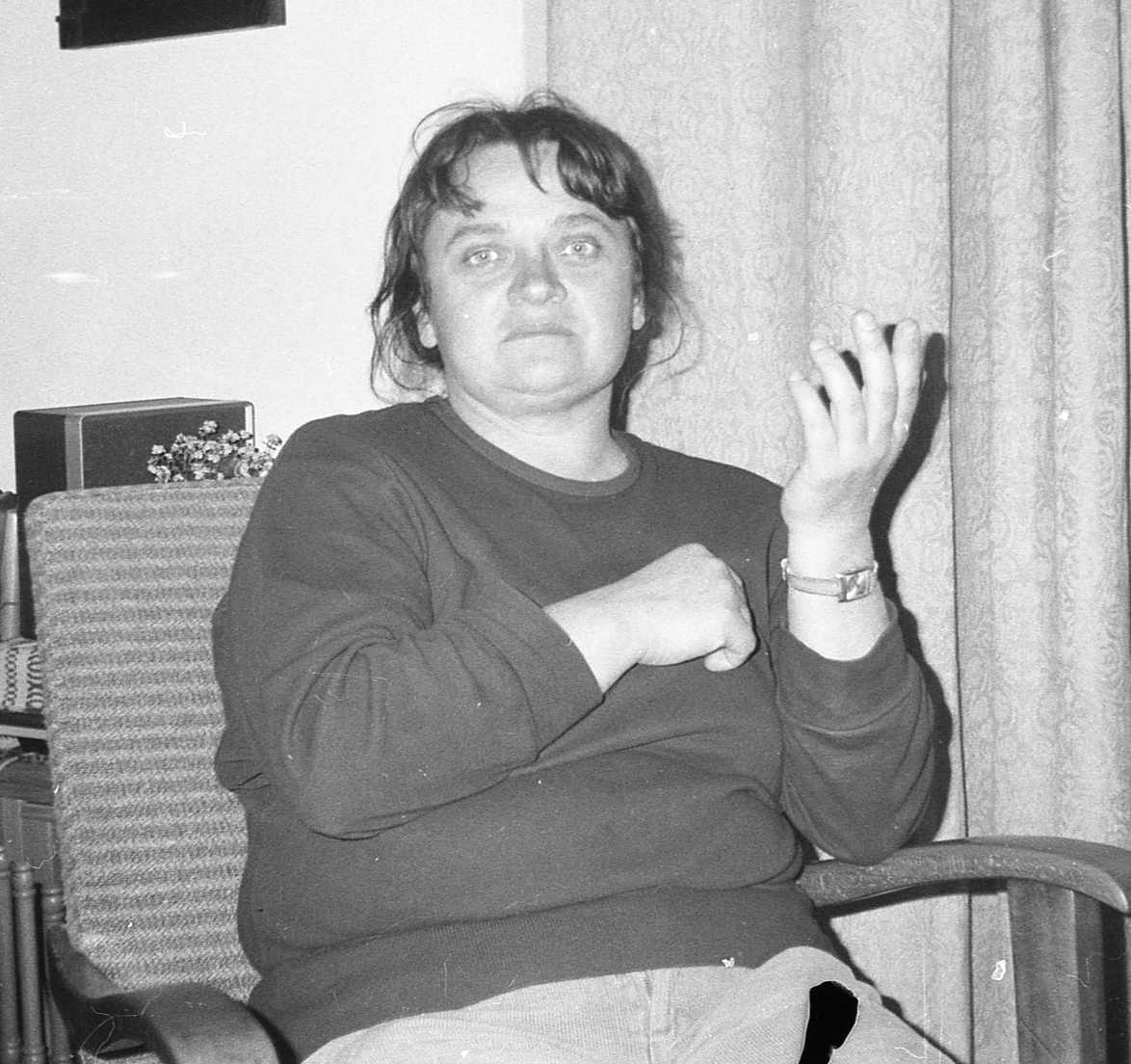
Marzena Okońska

Marzena (Marzenna) Okońska-Kania (ur. 10 listopada 1942, zm. 14 września 2000) – polska działaczka oświatowa i społeczna, działaczka opozycji demokratycznej w PRL.
W latach 1980–1981 realizatorka eksperymentalnych programów oświatowych nauczycielskiej „Solidarności”. W latach 1982–1989 działaczka podziemnych struktur środowisk nauczycielskich, współorganizator wychodzących w tzw. drugim obiegu pism: „KOS” oraz „Tu, teraz” – podziemnego pisma nauczycieli. Współpracowniczka podziemnej serii Zeszytów Edukacji Narodowej oraz miesięcznika „Kultura Niezależna”.
Po 1989 była współzałożycielką Społecznego Towarzystwa Oświatowego, a w latach 1991–2000 założycielką i dyrektorką Społecznego Liceum nr 25, a później też Społecznego Gimnazjum nr 32 w Warszawie. Obie szkoły noszą obecnie jej imię.
Zmarła po ciężkiej chorobie 8 września 2000. W czasie pogrzebu pożegnanie wygłosił Jacek Kuroń, pochowana na cmentarzu Bródnowskim (kw. 12 F-6).

## Odznaczenia
Odznaczona przez Ministra Kultury odznaką „Zasłużony Działacz Kultury”.